# Charles M. Seay
Charles M. Seay fue un director, guionista y actor cinematográfico de nacionalidad estadounidense, activo en la época del cine mudo. Trabajó para Edison Manufacturing Company en los años 1910 y dirigió más de 80 cortometrajes.
No hay mucha información sobre la actividad cinematográfica de Charles M. Seay, aunque se sabe que fue elegido junto a otros directores en The Squab Farm, una comedia musical de Broadway sobre la industria cinematográfica.

## Selección de su filmografía

### Director
- The Suit Case Mystery (1910)
- Saving the Game (1912)
- The Public and Private Care of Infants (1912)
- When Joey Was on Time (1912)
- What Katie Did  (1912)
- It Is Never Too Late to Mend (1913)
- The Office Boy's Birthday (1913)
- A Heroic Rescue (1913)
- Aunt Elsa's Visit (1913)
- Superstitious Joe  (1913)
- Between Orton Junction and Fallonville (1913)
- A Shower of Slippers (1913)
- The One Hundred Dollar Elopement (1913)
- The Two Merchants (1913)
- By Mutual Agreement (1913)
- Bragg's New Suit (1913)
- Othello in Jonesville (1913)
- Two Little Kittens (1913)
- A Taste of His Own Medicine (1913)
- Circumstances Make Heroes
- Scenes of Other Days
- The Abbeville Court House
- The Red Old Hills of Georgia
- Bobbie's Long Trousers (1913)
- A Mistake in Judgment (1913)
- The Girl, the Clown and the Donkey
- The Embarrassment of Riches (1913)
- Mr. Toots' Tooth (1913)
- Hiram Green, Detective
- The Horrible Example
- His Nephew's Scheme
- A Sense of Humor (1913)
- Teaching His Wife a Lesson
- The Janitor's Quiet Life
- Stanton's Last Fling
- The Adventure of the Actress' Jewels
- The Janitor's Flirtation
- A Village Scandal (1914)
- In a Prohibition Town (1914)
- Jan of the Big Snows

### Guionista
- A Village Scandal, de Charles M. Seay (1914)